# Primarias de la oposición húngara de 2021
Se celebraron primarias de la oposición en Hungría, entre el 18 y el 28 de septiembre de 2021 (primera ronda) y el 10 y el 16 de octubre de 2021 (segunda ronda), para seleccionar al candidato a primer ministro de Hungría apoyado por los partidos de oposición para formar una coalición para competir en las elecciones parlamentarias de 2022. Es la primera elección primaria en toda la historia del país. Los partidos seleccionaron candidatos comunes para distritos uninominales a través de las primarias en cada uno de los distritos.
El acuerdo para celebrar las primarias para el candidato a primer ministro se alcanzó el 15 de noviembre de 2020 entre la Coalición Democrática, Jobbik, LMP - Partido Verde de Hungría, Movimiento Momentum, Partido Socialista Húngaro y Diálogo por Hungría. Estos partidos fueron apoyados por la mayoría de los votantes de la oposición en las elecciones parlamentarias de 2018, habiendo recibido el 46,47% de los votos de la lista de partidos. El 20 de diciembre de 2020, también acordaron presentar una lista de partido único para las elecciones. Los líderes del partido firmaron un documento sobre los fundamentos del manifiesto electoral común el 5 de enero de 2021.

## Proceso electoral
Se celebrarán primarias tanto para el candidato a primer ministro como para los candidatos a la Asamblea Nacional en los 106 distritos. Un candidato a primer ministro tenía que proporcionar 20 000 firmas de apoyo hasta el 6 de septiembre, mientras que un candidato de circunscripción tenía que proporcionar 400. Pueden participar independientes y candidatos de partidos afiliados (Partido Popular del Nuevo Mundo, Partido Liberal Húngaro y Nueva Estrella), pero tuvieron que firmar un acuerdo con uno de los seis partidos organizadores para unirse a su grupo parlamentario.
Los candidatos de los distritos electorales se seleccionarán en una sola ronda por mayoría simple, mientras que el candidato a primer ministro se elegirá en una segunda ronda, a la que pueden optar como máximo tres candidatos, que superen el 20% de los votos. La primera ronda de votaciones se llevará a cabo entre el 18 y el 26 de septiembre y la segunda entre el 10 y el 16 de octubre, incluyendo también la votación en línea y en persona. Cualquier votante elegible o votante menor de edad que tenga 18 años en la fecha de la elección parlamentaria puede votar en las primarias.

## Candidatos a primer ministro

### Candidatos (segunda ronda)
| Candidatos declarados                  | Candidatos declarados         | Candidatos declarados                           | Candidatos declarados                                                                                           | Candidatos declarados     | Candidatos declarados |
| Candidato/Fecha de nacimiento          | Candidato/Fecha de nacimiento | Partido                                         | Fondo | Puntos de vista políticos | Referencia            |
| -------------------------------------- | ----------------------------- | ----------------------------------------------- | --- | ------------------------- | --------------------- |
| Klára Dobrev (02/02/1972) (49 años)    |                               | Coalición Democrática - Partido Liberal Húngaro | - Vicepresidenta del Parlamento Europeo (2019-presente) - Eurodiputada de Coalición Democrática (2019-presente) | Liberalismo social        | [ 8 ]                 |
| Péter Márki-Zay (09/05/1972) (49 años) |                               | Independiente                                   | - Alcalde de Hódmezővásárhely (2018-presente) - Líder del Movimiento de Todos en Hungría ( hu ) (2018-presente) | Conservadurismo           | [ 10 ]                |

### Candidatos retirados y eliminados
| Candidatos retirados y eliminados         | Candidatos retirados y eliminados | Candidatos retirados y eliminados       | Candidatos retirados y eliminados | Candidatos retirados y eliminados            | Candidatos retirados y eliminados    | Candidatos retirados y eliminados | Candidatos retirados y eliminados |
| Candidato/Fecha de nacimiento             | Candidato/Fecha de nacimiento     | Partido                                 | Fondo | Ideología                                    | Fecha de retiro                      | Apoyo a                           | Referencia                        |
| ----------------------------------------- | --------------------------------- | --------------------------------------- | --- | -------------------------------------------- | ------------------------------------ | --------------------------------- | --------------------------------- |
| Gergely Karácsony (06/11/1975) (46 años)  |                                   | Diálogo - MSZP - LMP                    | - Colíder del Diálogo por Hungría (2014-presente) - Alcalde de Budapest (2019-presente) - Exalcalde de Zugló (2014-2019) - Exmiembro de la Asamblea Nacional (2010-2014) - Líder del Movimiento 99 (2021-presente) | Política verde Socialdemocracia              | 8 de octubre de 2021                 | Péter Márki-Zay                   | [ 11 ] [ 12 ]                     |
| András Fekete-Győr (04/13/1989) (32 años) |                                   | Movimiento Momentum                     | - Líder de Momentum Movement (2017-presente) | Centrismo Liberalismo                        | eliminado en la primera ronda        | Péter Márki-Zay                   | [ 13 ] [ 14 ]                     |
| Péter Jakab (16/08/1980) (41 años)        |                                   | Jobbik                                  | - Líder de Jobbik (2020-presente) - Miembro de la Asamblea Nacional (2018-presente) | Populismo Conservadurismo nacionalista       | eliminado en la primera ronda        | Ninguno                           | [ 15 ]                            |
| József Pálinkás (08/16/1980) (41 años)    |                                   | Partido Popular del Nuevo Mundo         | - Presidente de la Academia de Ciencias de Hungría (2008-2014) - Ministro de Educación (2001-2002) - Miembro de la Asamblea Nacional (2006-2008) - Líder del Partido Popular del Nuevo Mundo (2020-)               | Conservadurismo liberal                      | no pude recoger <br /> 20.000 firmas | Péter Márki-Zay                   | [ 17 ] [ 18 ] [ 19 ]              |
| Áron Ecsenyi (12/12/1989) (31 años)       |                                   | Partido Reducir los Impuestos en un 75% | - Líder del Partido Reducir los Impuestos en un 75% (2019-presente) | Liberalismo económico Conservadurismo fiscal | 31 de agosto de 2021                 | Ninguno                           | [ 22 ] [ 23 ] [ 24 ]              |

## Las encuestas de opinión

### Resumen gráfico
| Fecha                                   | Encuestadora    | Muestra        | Klára Dobrev    | András Fekete-Győr | Péter Jakab | Gergely Karácsony | Péter Márki-Zay | Otros/No responde |  |    |    |  |
| --------------------------------------- | --------------- | -------------- | --------------- | ------------------ | ----------- | ----------------- | --------------- | ----------------- |  | -- | -- |  |
| Fecha                                   | Encuestadora    | Muestra        | Octubre de 2021 | PegaPoll           | ~ 5000      | 31                |                 | Otros/No responde |  | 31 | 39 |  |
| 29 de septiembre - 4 de octubre de 2021 | Mediana         | 1000           | 37              |                    |             | 24                | 33              | 6                 |  |    |    |  |
| 18-28 de septiembre de 2021             | Primera vuelta  | Primera vuelta | 34.84           | 3.39               | 14.08       | 27.30             | 20.40           |                   |  |    |    |  |
| September 2021                          | Publicus        | 1198           | 28              | 4                  | 12          | 31                | 23              | 2                 |  |    |    |  |
| September 2021                          | Publicus        | 612            | 30              | 2                  | 11          | 31                | 11              | 15                |  |    |    |  |
| September 2021                          | PegaPoll        | 19.500         | 31              | 3                  | 31          | 21                | 12              | -                 |  |    |    |  |
| August 2021                             | Publicus        | 1009           | 29              | 3                  | 23          | 34                | 4               | -                 |  |    |    |  |
| August 2021                             | Civitas         | 1001           | 32              | 5                  | 23          | 16                | 11              | 11                |  |    |    |  |
| July 2021                               | Pulzus          | 1000           | 19              | 3                  | 14          | 19                | 9               | -                 |  |    |    |  |
| July 2021                               | Závecz Research | 1200           | 27              | 12                 | 28          | 24                | 5               | -                 |  |    |    |  |
| June 2021                               | KutatóCentrum   | 1000           | 17              | 3                  | 47          | 20                | 11              | -                 |  |    |    |  |
| June 2021                               | Medián          | 1000           | 26              | 8                  | 43          | 41                | 16              | 5                 |  |    |    |  |
| May 2021                                | Publicus        | 1011           | 32              | 2                  | 15          | 34                | 9               | 8                 |  |    |    |  |
| May 2021                                | Civitas         | 1003           | 25              | 6                  | 30          | 20                | 7               | 1                 |  |    |    |  |
| Apr 2021                                | Publicus        | 1012           | 25              | 2                  | 19          | 31                | 13              | -                 |  |    |    |  |
| Apr 2021                                | Medián          | 1000           | 22              | 14                 | 40          | 34                | 23              | -                 |  |    |    |  |
| Apr 2021                                | Nézőpont        | 1000           | 10              | 6                  | 21          | 20                | 12              | 22                |  |    |    |  |
| Mar 2021                                | Civitas         | 1007           | 17              | 12                 | 31          | 26                | 12              | 2                 |  |    |    |  |
| Mar 2021                                | Závecz Research | 1000           | 33              | 19                 | 35          | 19                | 6               | -                 |  |    |    |  |
| Feb 2021                                | IDEA            | 2000           | 30              | 8                  | 29          | 24                | 9               | -                 |  |    |    |  |
| Feb 2021                                | Medián          | 1000           | 25              | 10                 | 32          | 39                | 22              | -                 |  |    |    |  |
| Jan 2021                                | Pulzus          | 1000           | 19              | 11                 | 16          | 19                | 15              | 8                 |  |    |    |  |
| Dec 2020                                | Századvég       | 1000           | 32              | 7                  | 17          | 20                | 24              | -                 |  |    |    |  |

### Debates
| 2021 debates primarios de la oposición húngara | 2021 debates primarios de la oposición húngara | 2021 debates primarios de la oposición húngara                                | 2021 debates primarios de la oposición húngara                                | 2021 debates primarios de la oposición húngara                                | 2021 debates primarios de la oposición húngara                                | 2021 debates primarios de la oposición húngara                                |   |   |
| Fecha                                          | Emisoras                                       | P Presente S Sustituto I Invitado NI No invitado A Ausente N Debate cancelado | P Presente S Sustituto I Invitado NI No invitado A Ausente N Debate cancelado | P Presente S Sustituto I Invitado NI No invitado A Ausente N Debate cancelado | P Presente S Sustituto I Invitado NI No invitado A Ausente N Debate cancelado | P Presente S Sustituto I Invitado NI No invitado A Ausente N Debate cancelado |   |   |
| Fecha                                          | Emisoras                                       | Dobrev                                                                        | Fekete-Győr                                                                   | Jakab                                                                         | Karácsony                                                                     | Márki-Zay                                                                     |   |   |
| ---------------------------------------------- | ---------------------------------------------- | ----------------------------------------------------------------------------- | ----------------------------------------------------------------------------- | ----------------------------------------------------------------------------- | ----------------------------------------------------------------------------- | ----------------------------------------------------------------------------- | - | - |
| Fecha                                          | Emisoras                                       | 12 de septiembre                                                              | ATV                                                                           | P                                                                             | P                                                                             | P                                                                             | P | P |
| 18 de septiembre                               | hu / hu                                        | N                                                                             | N                                                                             | N                                                                             | N                                                                             | N                                                                             |   |   |
| 24 de septiembre                               | RTL Klub                                       | P                                                                             | P                                                                             | P                                                                             | P                                                                             | P                                                                             |   |   |
| 13 de octubre                                  | RTL Klub                                       | P                                                                             | NI                                                                            | NI                                                                            | A                                                                             | P                                                                             |   |   |

## Distritos electorales

Candidatos del partido ganador en cada circunscripción uninominal.

265 candidatos se han registrado oficialmente hasta la fecha límite del 15 de agosto para postularse en uno de los 106 distritos electorales. En 11 distritos, solo se ha inscrito un candidato, mientras que el mayor número de competidores fue de 5, lo que sucedió en tres lugares. 258 de ellos ha logrado presentar las 400 firmas requeridas hasta el 6 de septiembre.

### Desglose de candidatos por grupo parlamentario seleccionado
| Partido | Partido             | Candidato | Aprobado | Todos |
| ------- | ------------------- | --------- | -------- | ----- |
|         | DK                  | 61        | 28       | 89    |
|         | Jobbik              | 55        | 30       | 85    |
|         | LMP                 | 25        | 48       | 73    |
|         | MMM                 | 0         | 90       | 90    |
|         | Movimiento Momentum | 61        | 15       | 76    |
|         | MSZP                | 38        | 55       | 93    |
|         | Diálogo             | 12        | 57       | 69    |
|         | ÚVNP                | 16        | 49       | 65    |
|         | Independientes      | 9         | -        | 9     |

## Lista de partidos
El 20 de diciembre de 2020, los seis partidos acordaron presentar una lista de partido único para las elecciones. La elección primaria no afecta directamente la composición de esta lista.

## Resultados

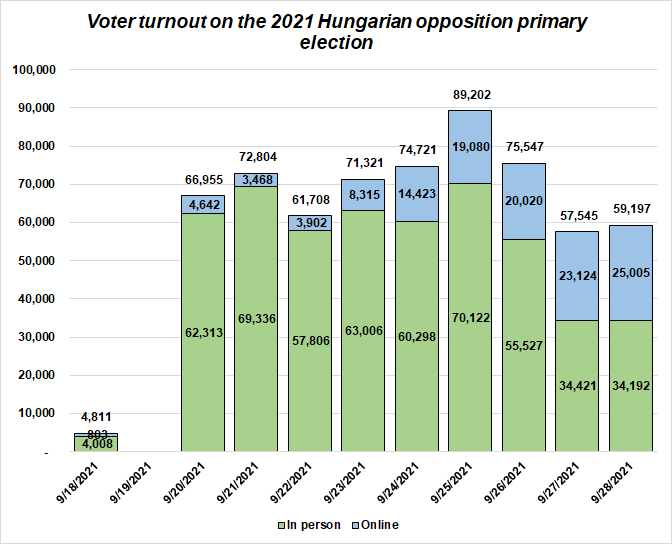
Participación de votantes en las elecciones primarias de la oposición húngara de 2021

### Primera ronda
|            | 18 sep | 20 sep | 21 sep | 22 sep | 23 sep | 24 sep | 25 sep | 26 sep | 27 sep | 28 sep | Total   |
| ---------- | ------ | ------ | ------ | ------ | ------ | ------ | ------ | ------ | ------ | ------ | ------- |
| En persona | 4,008  | 62,313 | 69,336 | 57,806 | 63,006 | 60,298 | 70,122 | 55,527 | 34,421 | 34.192 | 511,029 |
| En línea   | 803    | 4.642  | 3.468  | 3.902  | 8.315  | 14,423 | 19,080 | 20,020 | 23,124 | 25,005 | 122,782 |
| Suma       | 4.811  | 66,955 | 72,804 | 61,708 | 71,321 | 74,721 | 89,202 | 75,547 | 57,545 | 59.197 | 633,811 |

#### Candidatos a primer ministro
| Candidato a primer ministro                                                                                | Partido                     | Partido                                         | En persona                  | En línea                    | Total   | %      |
| --- | --------------------------- | ----------------------------------------------- | --------------------------- | --------------------------- | ------- | ------ |
| Klára Dobrev                                                                                               |                             | Coalición Democrática - Partido Liberal Húngaro | 196.572                     | 19,676                      | 216,248 | 34.84  |
| Gergely Karácsony                                                                                          |                             | Diálogo - MSZP - LMP                            | 128,123                     | 41,311                      | 169,434 | 27.30  |
| Péter Márki-Zay                                                                                            |                             | Independiente                                   | 87,569                      | 39,059                      | 126,628 | 20.40  |
| Péter Jakab                                                                                                |                             | Movimiento por una Hungría Mejor (Jobbik)       | 71,230                      | 16.148                      | 87,378  | 14.08  |
| András Fekete-Győr                                                                                         |                             | Movimiento Momentum (Momentum)                  | 14.393                      | 6.657                       | 21,050  | 3.39   |
| Total | Total                       | Total                                           | 497,887                     | 122,851                     | 620,738 | 100.00 |
| |                             |                                                 |                             |                             |         |        |
| Votos válidos                                                                                              | Votos válidos               | Votos válidos                                   | Votos válidos               | Votos válidos               | 620,738 | 97.94  |
| Votos inválidos / en blanco                                                                                | Votos inválidos / en blanco | Votos inválidos / en blanco                     | Votos inválidos / en blanco | Votos inválidos / en blanco | 13,073  | 2.06   |
| Total | Total                       | Total                                           | Total                       | Total                       | 633,811 | 100.00 |
| Fuente: Oficina Nacional de Elecciones Primarias Archivado el 29 de septiembre de 2021 en Wayback Machine. |                             |                                                 |                             |                             |         |        |

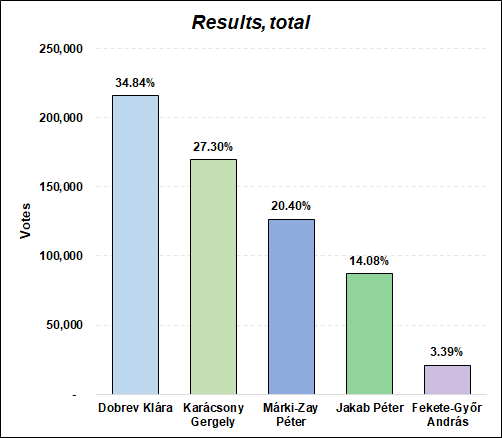
Resultados, total
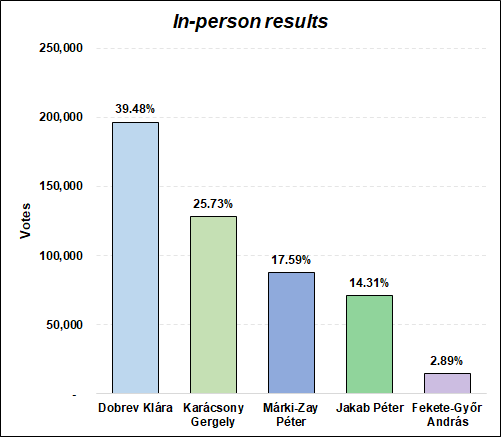
Resultados en persona
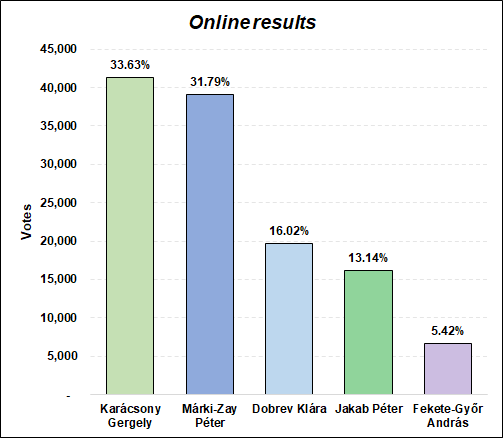
Resultados online

#### Distritos electorales
| Partido | Partido                          | Votos   | %      | Distrito electoral |
| --- | -------------------------------- | ------- | ------ | ------------------ |
| | Coalición Democrática            | 163,364 | 26,95  | 32                 |
| | Movimiento Momentum              | 131,743 | 21,73  | 15                 |
| | Movimiento por una Hungría Mejor | 127,514 | 21,03  | 29                 |
| | Partido Socialista Húngaro       | 95.595  | 15,77  | 18                 |
| | Diálogo por Hungría              | 39,006  | 6,43   | 6                  |
| | LMP - Partido Verde de Hungría   | 31.503  | 5,20   | 5                  |
| | Partido Popular del Nuevo Mundo  | 17.498  | 2,89   | 1                  |
| Total | Total                            | 606,223 | 100    | 106                |
| |                                  |         |        |                    |
| Votos válidos                                                                                              | Votos válidos                    | 606,223 | 95.65  |                    |
| Votos inválidos / en blanco                                                                                | Votos inválidos / en blanco      | 27,558  | 4.35   |                    |
| Total | Total                            | 633,811 | 100.00 |                    |
| Fuente: Oficina Nacional de Elecciones Primarias Archivado el 29 de septiembre de 2021 en Wayback Machine. |                                  |         |        |                    |

### Eventos entre las dos rondas
El 1 de octubre de 2021, quedó claro que Klára Dobrev y su partido, Coalición Democrática (DK) ganaron la primera vuelta con una ventaja contundente, obteniendo 34,84% de los votos y 32 distritos electorales de 106, Dobrev obtuvo el primer lugar para candidatos a primer ministro en 85 distritos electorales; ganó por un gran margen en el campo, mientras que los resultados en Budapest demostraron ser más equilibrados. A pesar de su posición inicial de favorito para la candidatura, Gergely Karácsony llegó al segundo lugar (27,3%) y, además de algunos lugares en el campo, solo pudo ganar en la mayoría de distritos electorales en Budapest, donde se desempeña como alcalde (en total 15 distritos electorales). Como sorpresa general en la política y los medios de comunicación, el candidato independiente sin afiliación a ningún partido, Péter Márki-Zay, obtuvo el tercer lugar (20,4%), clasificando a la segunda ronda, mientras que Péter Jakab (Jobbik), quien aunque se destacó como el favorito en las encuestas de opinión, y András Fekete-Győr (Momentum) fueron eliminados.
Ya tras la publicación de los resultados preliminares en vísperas del 29 de septiembre, Péter Márki-Zay inició negociaciones con Gergely Karácsony sobre la posible retirada de uno de ellos a favor del otro, argumentando que Klára Dobrev - como esposa del ex primer ministro Ferenc Gyurcsány, el político más divisivo de Hungría, era la menos capaz de derrotar a Viktor Orbán como candidato a primer ministro de la coalición de oposición en las elecciones parlamentarias de 2022. Márki-Zay, a cambio de su retirada, impuso tres condiciones: auditoría al gobierno de Fidesz y sus casos de corrupción, adopción del euro y derogación de la ley fundamental. El mismo día, el propio Karácsony se negó a dar un paso atrás en una entrevista en el canal en línea Partizán y ofreció que Márki-Zay podría ser vice primer ministro de su gobierno después de una posible victoria en 2022. Creía en gran medida que sus votantes no apoyarían a Márki-Zay si se retiraba de la primaria. Karácsony también argumentó que bajo el liderazgo de Dobrev, la oposición no podía reemplazar al gobierno actual. En contraste, Márki-Zay enfatizó que la mayoría de los votantes de Jobbik y Momentum, cuyos candidatos fueron eliminados en la primera vuelta, apoyarán su candidatura en la segunda vuelta. También argumentó que gastó mucho menos dinero durante la campaña que Karácsony, y sin embargo, logró casi el mismo resultado en la primera ronda.
Los políticos de DK, incluido Ferenc Gyurcsány, criticaron duramente las conversaciones tácticas entre los dos políticos, argumentando que depende del electorado decidir cuál de los tres candidatos es el candidato a primer ministro más capaz para derrotar a Orbán en 2022. Klára Dobrev enfatizó no lidiar con la lucha de sus dos competidores. Ella dijo que el cambio de gobierno dependerá de si seremos capaces de sacudir a todo el país, ya que no es posible cambiar de gobierno solo desde Budapest. Estoy trabajando en esto ahora mismo. El líder de Jobbik y candidato eliminado Péter Jakab también se opuso a las negociaciones de cooperación entre Karácsony y Márki-Zay. Dijo que podría apoyarlo si dos candidatos se unieran para aumentar el número de votantes de la oposición. Pero si se juntan los dos para que no gane el tercero, lo único que hacen es hacer heridas, añadió.
Karácsony y Márki-Zay anunciaron conjuntamente el 1 de octubre que continuarán la campaña juntos, uno como primer ministro y el otro como vice primer ministro, pero luego se decidirá cuál de ellos dará un paso atrás en favor del otro. Ambos pensaron que estaban mejor preparados para la victoria final y confiaban en que lograrían convencer al otro de esto. El 3 de octubre, Karácsony celebró un acto de campaña, en el que afirmó Puedo reemplazar a Viktor Orbán. Por lo tanto, no doy un paso atrás, sino adelante 'y se llamó a sí mismo como un' terreno común 'dentro de la alianza de oposición. Durante una entrevista con Telex.hu en el mismo evento, también dijo que daría un paso atrás como máximo si fuera 'atropellado por un tranvía'. El mismo día, Márki-Zay también organizó un mitin callejero, donde dijo que cree que él es el que podría dirigirse a la mayoría de la gente, pero si Karácsony hace una pregunta de vanidad a la candidatura, no estará involucrado en este 'juego de la gallina' y 'tirará el volante a un lado'. Al día siguiente (4 de octubre), Karácsonyi visitó Márki-Zay en Hódmezővásárhely, donde confirmaron su intención de postularse juntos en la segunda ronda y solicitaron a la Oficina Nacional de Elecciones Primarias (OEVB) que sus nombres aparecieran uno al lado del otro y no uno debajo del otro en la papeleta. Agregaron que establecerían un programa conjunto y brindarían la garantía mutua manteniendo el derecho de consentimiento entre los dos actores (primer ministro y vice primer ministro), es decir, decidiendo conjuntamente sobre todo después de la formación del gobierno en 2022. Sin embargo, la OEVB no permitió que sus nombres aparecieran uno al lado del otro. György Magyar, presidente de la Comisión de Elecciones Civiles, declaró que la aparición de un candidato de dos miembros en la papeleta de votación sería surrealista y que las reglas electorales aceptadas no se pueden cambiar retrospectivamente. Klára Dobrev dijo que sentía que la idea era una 'propuesta confusa'. Márki-Zay culpó a la 'coalición DK-Jobbik' no permitirle hacer eso. Agregó que 'el éxito de Dobrev es incuestionable, pero los resultados catastróficos antes de 2010, que le dieron a Fidesz dos tercios en ese momento, y los muchos miles de millones que el partido gobernante gastó en campañas negativas contra Gyurcsány, hacen de Klára Dobrev la candidata menos potencial contra Viktor Orbán'.
Del 5 al 7 de octubre se publicaron varias encuestas que arrojaron resultados diferentes. A partir de entonces, Márki-Zay declaró que 'los números dicen muy claramente que no soy yo quien tiene que dar un paso atrás'. A las pocas horas, Karácsony anunció una extraordinaria rueda de prensa, en la que reiteró que no retiraría su nominación. Anunció que representará el programa propio y las partes que lo apoyan, porque está convencido de que este programa garantiza sólo la 'reconciliación social para Hungría'. Márki-Zay respondió que 'el tranvía ha llegado' y en la actualidad, Karácsony no tiene ninguna posibilidad de derrotar a Klára Dobrev en las primarias y así derrotar a Viktor Orbán en 2022. Las negociaciones entre ellos no alcanzaron resultado esa tarde, y Karácsony anunció que ninguno retrocederá a favor del otro, tres candidatos estarán en la boleta.
El 7 de octubre, András Fekete-Győr anunció que su partido, el Momentum Movement, apoyará a Márki-Zay en la segunda vuelta. La vicepresidenta del partido, Anna Orosz, argumentó que deben apoyar no solo al candidato más honesto, sino también a uno que pueda dirigirse a los votantes de izquierda, derecha y a los votantes inseguros. El 8 de octubre, Márki-Zay y Karácsony convocaron una rueda de prensa conjunta en la plaza Kossuth. Allí, Karácsony anunció la retirada de su candidatura a favor de Márki-Zay. Dijo: 'Ayer llegué a la conclusión de que si no hago esto, Viktor Orbán seguirá en el poder'. Márki-Zay respondió que 'Gergely Karácsony demostró que el interés de la patria es lo más importante para él' y lo llamó 'estadista'.
A pesar de la decisión de Karácsony, los partidos que lo apoyaban (MSZP, Diálogo y LMP) no expresaron su apoyo a Márki-Zay y Jobbik se mantuvo neutral. Los tres partidos dijeron que apoyarían al ganador, ya sea Dobrev o Márki-Zay, en las elecciones de 2022. Un partido político menor, Nueva Estrella declaró su apoyo a Márki-Zay. El menor Partido Socialdemócrata de Hungría respaldó a Márki-Zay. Abandonando su anterior posición neutral, el presidium del MSZP pidió el apoyo de Márki-Zay el 14 de octubre, dos días antes del final de la segunda ronda, a pesar de que muchos miembros prominentes habían respaldado previamente a Klára Dobrev.

### Segunda vuelta
|            | 10 Oct | 11 Oct | 12 Oct | 13 Oct | 14 Oct | 15 Oct  | 16 Oct  | Total   |
| ---------- | ------ | ------ | ------ | ------ | ------ | ------- | ------- | ------- |
| En persona | 63,223 | 68,284 | 77,432 | 66,938 | 75,475 | 78,471  | 88,380  | 518,203 |
| En línea   | 15,389 | 16,497 | 19,348 | 18,770 | 20,233 | 23,525  | 30,035  | 143,797 |
| Total      | 78,612 | 84,781 | 96,780 | 85,708 | 95,708 | 101,996 | 118,415 | 662,016 |

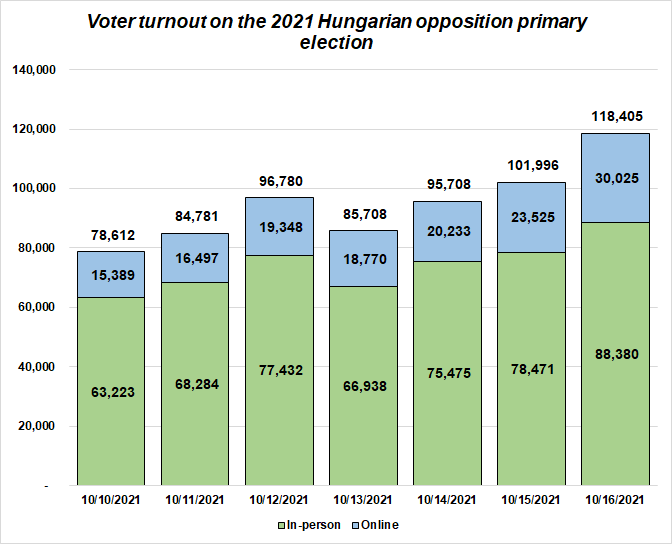
Participación de votantes en las elecciones primarias de la oposición húngara de 2021, segunda vuelta

219.991 electores, que votaron en la segunda vuelta, anteriormente no acudieron a las urnas en la primera vuelta. En consecuencia, en total 853.802 electores habían participado en las primarias de la oposición (ya sea en una u otra, o en ambas rondas). 442,025 votantes participaron en ambas rondas, mientras que 191,786 personas votaron solo en la primera ronda.
| Candidatos                                                                                       | Partido       | Partido          | En persona | En línea | Total    | %        |
| ------------------------------------------------------------------------------------------------ | ------------- | ---------------- | ---------- | -------- | -------- | -------- |
| Péter Márki-Zay                                                                                  |               | Independiente    | 259,736    | 111,824  | 371,560  | 56.71%   |
| Klára Dobrev                                                                                     |               | DK–MLP           | 251,758    | 31,919   | 283,677  | 43.29%   |
| Gergely Karácsony                                                                                |               | Diálogo–MSZP–LMP | Retirado   | Retirado | Retirado | Retirado |
| Total                                                                                            | Total         | Total            | 511,494    | 143,743  | 655,237  | 100.00%  |
|                                                                                                  |               |                  |            |          |          |          |
| Votos válidos                                                                                    | Votos válidos | Votos válidos    | 655,237    | 655,237  | 655,237  | 98.66%   |
| Votos nulos                                                                                      | Votos nulos   | Votos nulos      | 8,892      | 8,892    | 8,892    | 1.34%    |
| Total                                                                                            | Total         | Total            | 664,129    | 664,129  | 664,129  | 100.00%  |
| Fuente: National Primary Election Office Archivado el 5 de noviembre de 2021 en Wayback Machine. |               |                  |            |          |          |          |